# Cláudio (1940–1979)
Cláudio, właśc. Cláudio César de Aguiar Mauriz (ur. 22 sierpnia 1940 w Rio de Janeiro  – zm. 24 czerwca 1979 w Nowym Jorku) – piłkarz brazylijski, występujący podczas kariery na pozycji bramkarza.

## Kariera klubowa
Karierę piłkarską Cláudio rozpoczął w klubie Fluminense FC w 1961. W latach 1962–1965 występował kolejno w Olarii Rio de Janeiro, Bonsucesso Rio de Janeiro i Noroeste Bauru.
W latach 1965–1972 występował w Santosie FC. Z Santosem czterokrotnie zdobył mistrzostwo stanu São Paulo w 1965, 1967, 1968, 1969, Taça Brasil w 1965 i Torneio Roberto Gomes Pedrosa 1968. W Santosie 9 września 1972 w zremisowanym 1-1 meczu z Botafogo FR zadebiutował w lidze brazylijskiej. Również w Santosie 17 grudnia 1972 w przegranym 1-2 wyjazdowym meczu z Botafogo Cláudio po raz ostatni wystąpił w lidze. Ogółem w lidze rozegrał 26 spotkań.

## Kariera reprezentacyjna
W reprezentacji Brazylii zadebiutował 9 czerwca 1968 w wygranym 2-0 towarzyskim meczu z reprezentacją Urugwaju. Ostatni raz w reprezentacji wystąpił 17 lipca 1968 w wygranym 4-0 towarzyskim meczu z reprezentacją Peru.
| Mecze i gole w reprezentacji | Mecze i gole w reprezentacji | Mecze i gole w reprezentacji | Mecze i gole w reprezentacji | Mecze i gole w reprezentacji | Mecze i gole w reprezentacji | Mecze i gole w reprezentacji |
| #                            | Data                         | Miasto                       | Przeciwnik                   | Gol                          | Wynik                        | Rozgrywki                    |
| ---------------------------- | ---------------------------- | ---------------------------- | ---------------------------- | ---------------------------- | ---------------------------- | ---------------------------- |
| 1.                           | 09.06.1968                   | São Paulo                    | Urugwaj                      |                              | 2:0                          | towarzyski                   |
| 2.                           | 12.06.1968                   | Rio de Janeiro               | Urugwaj                      |                              | 4:0                          | towarzyski                   |
| 3.                           | 16.06.1968                   | Stuttgart                    | RFN                          |                              | 1:2                          | towarzyski                   |
| 4.                           | 20.06.1968                   | Warszawa                     | Polska                       |                              | 6:3                          | towarzyski                   |
| 5.                           | 14.07.1968                   | Lima                         | Peru                         |                              | 4:3                          | towarzyski                   |
| 6.                           | 17.07.1968                   | Lima                         | Peru                         |                              | 4:0                          | towarzyski                   |